# روبرت ريتسون
روبرت ريتسون هو طبيب وسياسي أسترالي، ولد في 1 أغسطس 1936 في أديلايد في أستراليا، وتوفي في 20 يوليو 2013 في Lismore Base Hospital ‏ في أستراليا. نشط حزبياً في حزب أستراليا الليبرالي (فرع جنوب أستراليا) ‏. وقد انتخب عضو المجلس التشريعي لجنوب أستراليا ‏ وقد انضم خلال فترته النيابية (15 سبتمبر 1979 – 28 يوليو 1993) للكتلة البرلمانية حزب أستراليا الليبرالي (فرع جنوب أستراليا) ‏.